# Rolf Nesch
Rolf Nesch, nebo Emil Rudolf (7. ledna 1893 Esslingen am Neckar – 27. října 1975 Oslo) byl norský expresionistický umělec, proslulý zejména svou grafikou.

## Život
Narodil se 7. ledna 1893 v Esslingenu am Neckar v Německu, ale vyrůstal ve Württembersku. Vystudoval Státní akademii výtvarných umění ve Stuttgartu a Akademii výtvarných umění v Drážďanech.

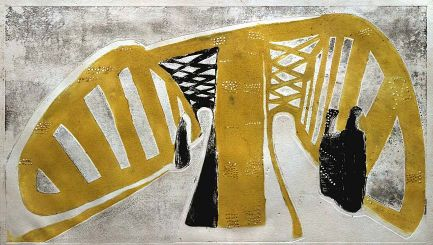
Elbe Bridge I (1932)

Účastnil se První světové války, ve které byl zajat. Po válce několikrát změnil své bydliště, než se v roce 1929 usadil v Hamburku, kde pokračoval ve své umělecké kariéře. Jeho vzory byl zejména Ernst Ludwig Kirchner a Edvard Munchem. Po Nacistickém převzetí Německa v roce 1933 emigroval do Norska. Na podzim roku 1946 získal norské občanství. V roce 1950 se v New Yorku oženil s herečkou Ragnhild Haldovou.
Po přestěhování do Norska se kromě grafiky věnoval také sochařství. Vedle kresby, která byla po celou dobu jeho přirozeným nástrojem a výrazovým prostředkem, to byla grafika, které se věnoval nejkontinuálněji a nejdéle. Jeho nejvýznamnějším přínosem, byl objev nových materiálů a metod.
V roce 1967 byl oceněn řádem svatého Olafa. Dále byl vyznamenán medailí prince Evžena.
Zemřel 27. října roku 1975 v Oslu. V roce 1993 mu bylo v Åli otevřeno muzeum.